# Glenn Beringen
Glenn Beringen, né le 16 septembre 1964 à Adélaïde, est un nageur australien.

## Biographie
Aux Jeux olympiques d'été de 1984 à Los Angeles, Glenn Beringen remporte la médaille d'argent à l'issue de la finale du 200 mètres brasse.